# Joseph Merrick dit Elephant Man
Joseph Merrick dit Elephant Man (deutsch: ‚Joseph Merrick, der Elefantenmann‘) ist eine Oper in vier Akten von Laurent Petitgirard (Musik) mit einem Libretto von Éric Nonn über das Leben von Joseph Merrick, dem sogenannten „Elefantenmenschen“. Sie entstand zwischen 1995 und 1998 und wurde am 7. Februar 2002 in der Staatsoper Prag uraufgeführt.

## Handlung

### Erster Akt
Der Schausteller Tom Norman zeigt seinem jungen Assistenten Jimmy die verschiedenen Exponate seiner Freak Show, darunter den durch schwere körperliche Deformationen entstellten Elefantenmenschen Joseph Merrick. Zwei Jungen machen sich über diesen lustig, indem sie ihm eine junge Frau vorstellen. Norman vertreibt die Männer. Das Mädchen hingegen zeigt Mitgefühl für Joseph. Norman beruhigt ihn. Er behandelt Joseph nicht als Monster, sondern als Freund und Künstler, und verspricht ihm großen Ruhm bei der geplanten internationalen Tournee. Von Normans Werbung angelockt versammelt sich neugieriges Publikum, um Joseph zu betrachten. Die meisten stammen aus den unteren Volksschichten. Sie fühlen sich von Joseph abgestoßen. Da erscheint der Arzt Doctor Treves, der ein besonderes Interesse für Joseph entwickelt hat und ihn in seinem Krankenhaus behandeln möchte. Norman glaubt nicht, dass Joseph ihm folgen wird, und tatsächlich scheint er das Leben in der Show einer entwürdigenden Behandlung vorzuziehen. Dennoch sorgt Treves dafür, dass die Show polizeilich geschlossen wird. Norman bemüht sich, seinen Mitarbeitern neue Hoffnung zu geben.

### Zweiter Akt
Ein Jahr später ist Joseph doch noch in Treves’ Krankenhaus gelandet. Treves hatte ihn vereinsamt in einem Warteraum einer Bahnhaltestelle aufgefunden. Er weist die Chef-Krankenschwester Eva Lückes darauf hin, dass sich kein Spiegel in seinem Zimmer befinden dürfe, und dass sich nur diejenigen Krankenschwestern um ihn kümmern sollen, die sich freiwillig dazu bereit erklärt haben. Die Aufnahme solle nicht protokolliert werden. Die Krankenschwester Mary gewinnt nur mühsam Josephs Vertrauen, da er es nicht erträgt, angesehen zu werden, und er noch nie zuvor mit einer jungen Frau gesprochen hat. Auch die anderen Patienten reagieren verstört auf seine Anwesenheit. Sie singen gemeinsam ein Gebet für ihn („La prière des malades“). Joseph selbst leidet unter seiner fehlenden Kraft. Er gewöhnt sich nur langsam an die Gegenwart der anderen Menschen und kann sich ihnen sprachlich kaum öffnen. Treves muss sich vor dem Krankenhaus-Manager Carr-Gomm für Josephs Aufnahme rechtfertigen. Den Statuten zufolge dürfen nur Patienten aufgenommen werden, die sich in aktiver Behandlung befinden. Zudem ist das Krankenhaus bereits überfüllt. Treves argumentiert mit ethischen Gründen. Die Entscheidung liegt jedoch beim Krankenhaus-Komitee. Carr-Gomm erklärt sich bereit, dessen nächstes Treffen zu verschieben, um Zeit zu gewinnen. Allmählich akzeptiert Joseph die Zuneigung Marys. Er fühlt sich nicht krank, sondern deformiert und leidet unter seinem Ausschluss von der Gesellschaft.

### Dritter Akt
Die Mitglieder der Pathologischen Gesellschaft schwören den Hippokratischen Eid („Le serment d’Hippocrate“), bevor Treves ihnen Joseph auf entwürdigende Weise vorführt. Eva Lückes versichert der mitfühlenden Mary, dass dies für die Wissenschaft und Josephs Zukunft notwendig sei. Sie dürfe sich nicht von Gefühlen überwältigen lassen, sondern müsse in Joseph immer einen Patienten sehen. Joseph liest mit Begeisterung einen Roman von Jane Austen und versichert Treves, dass er selbst Gedichte schreibe und damit bereits Erfolg gehabt habe. Er will im Krankenhaus bleiben, aber nicht von der öffentlichen Wohlfahrt abhängig sein. Vielleicht könne Treves ihn an ein Institut für Blinde vermitteln, wo man sich nicht an seinem Aussehen störe. Er erinnert sich an seine Kindheit und an seine wunderschöne Mutter, die einzige Person, die ihn jemals geliebt habe. Treves erkennt, dass Joseph hochintelligent und kultiviert ist. Um ihn weiterhin im Krankenhaus behalten zu können, veröffentlicht er einen Aufruf in der Times. Dadurch wird Joseph öffentlich bekannt, und Treves gewinnt an Reputation. Auch Joseph liest den Brief, der ihn sehr erschüttert. Er sucht Trost bei Mary, weist deren Gefühle aber zurück, da er nicht glaubt, ihr etwas bieten zu können.

### Vierter Akt
Inzwischen ist Joseph zur Berühmtheit geworden. Er hat eine eigene Station im Krankenhaus, in der er Besuche empfängt. Eine Koloratursängerin will ihn sogar heiraten und seine persönliche Diva werden („L’air de la colorature“). Mit etwas Bitterkeit gesteht Treves Carr-Gomm, dass er sich jetzt nicht mehr als Arzt fühle, sondern als Schausteller wie Norman. Er ist davon überzeugt, dass sich Josephs Krankheit bald verschlimmern und unvermeidlich zum Tode führen werde. Obwohl Mary ihn bittet, Joseph dies zu verschweigen, informiert er ihn darüber. Joseph dankt Treves für seine Fürsorge und hofft, dass er zumindest bis zum Ende sein Augenlicht behalten wird, um lesen zu können. Er will allerdings nicht in der Öffentlichkeit sterben. Im Wissen, dass ihn sein eigenes Gewicht erdrücken wird, wenn er sich hinlegt, tut er genau dies („La morte d’Elephant Man“). Er beendet sein Leben mit den Worten „Mein Gott, bist Du der meine ebenso wie derjenige jedes anderen?“ („Mon Dieu, êtes-vous le mien comme celui des autres?“).

## Gestaltung

### Musik
Die Musik lässt keinerlei avantgardistischen Ambitionen des Komponisten erkennen. Sie ist tonal, erinnert ästhetisch an Musicalmusik, bevorzugt kurze sangliche Melodien und leicht erkennbare Leitmotive, wirkt aber dennoch nicht trivial. Ekkehard Pluta beschrieb sie in der Opernwelt als „leicht verständliche szenische Gebrauchsmusik im besten Sinne des Wortes,“ die Atmosphäre schaffe, Situationen beschreibe und die Figuren charakterisiere, „ohne Originalität für sich in Anspruch zu nehmen“. Robert Hugill (MusicWeb International) bemerkte Einflüsse der französischen Musik der Mitte des 20. Jahrhunderts und leichte Anspielungen an Olivier Messiaen oder Pierre Boulez. Michael Oliver von Gramophone fand das Libretto effektvoll und gut strukturiert. Er meinte aber, dass der Musik die nötige Tiefe fehle, um die Tragik dieser wahren Geschichte auszudrücken. Vincent Deloge von Forum Opera sah viele Stärken in dem Werk und stellte es an die Spitze der französischen Opernproduktion der vorangegangenen fünfzehn Jahre. Ulrich Schreiber vermisste das „verbindende Band“ „zwischen Sentimentalität und Parodie“.

### Orchester
Die Orchesterbesetzung der Oper umfasst die folgenden Instrumente:
- Holzbläser: zwei Flöten (auch Flöte in G und Piccolo), zwei Oboen (auch Englischhorn), drei Klarinetten (auch Bassklarinette), drei Fagotte (auch Kontrafagott)
- Blechbläser: vier Hörner, zwei Trompeten, drei Posaunen (auch Bassposaune), Tuba
- Harfe
- Celesta
- Pauken, Schlagzeug (zwei bis drei Spieler): Vibraphon, Xylophon, Tamtam, Glocken, Tomtoms, hängende Becken, große Trommel, geschlagene Becken („Cymbales frappées“), kleine Trommel, kleines Schlagwerk
- Streicher: mindestens zehn Violinen 1, acht Violinen 2, sechs Bratschen, fünf Violoncelli, vier Kontrabässe (davon zwei mit fünf Saiten)

## Werkgeschichte
Joseph Merrick dit Elephant Man ist die erste Oper des französischen Komponisten Laurent Petitgirard. Sie entstand zwischen Mai 1995 bis zum Dezember 1998. Das Libretto stammt von dem französischen Schriftsteller Éric Nonn und behandelt das Leben des sogenannten „Elefantenmenschen“ Joseph Merrick. Nonn war es auch, der Petitgirard dieses Sujet vorschlug. Den Komponisten interessierte daran besonders die Dualität der Titelfigur, die Diskrepanz zwischen dem Äußeren und dem „inneren Ich“. Im Gegensatz zu David Lynchs Film Der Elefantenmensch (1980) über dasselbe Thema basiert die Oper nicht auf den Memoiren des Chirurgen Frederick Treves, sondern auf verschiedenen Biografien über Merrick. Seine Entscheidung, die Titelrolle mit einer Altistin zu besetzen, begründete Petitgirard damit, dass er diese „besondere Klangqualität“ sehr möge und dass er damit ein „Gefühl des Andersseins entstehen“ lassen wollte.
Das Werk wurde 1999, noch vor der Uraufführung, mit Nathalie Stutzmann in der Titelrolle auf CD eingespielt.
Die Uraufführung fand am 7. Februar 2002 in der Staatsoper Prag statt, wo es zunächst sechs Aufführungen gab. Außerdem wurde die Oper am 29. Mai beim Festival Prager Frühling gezeigt. Es handelte sich um eine Koproduktion mit der Oper Nizza, wo sie im November und Dezember 2002 drei weitere Male gespielt und für das französische Fernsehen aufgezeichnet wurde. Regie führte Daniel Mesguich. Bühnendesign und Kostüme stammten von Frédéric Pineau. Für das Lichtdesign war Méeüs zuständig. Die musikalische Leitung hatte der Komponist. Es sangen Jana Sýkorová (Elephant Man), Petteri Falck (Doctor Treves), Philippe Do (Tom Norman), Marie Devellereau (Mary), Petra Lintymerova (Eva Lückes), Tomas Bartunek (Carr-Gomm), Dagmar Vankatova (Koloratursängerin), Jitka Burgetova (Jimmy), Jiri Hruska (erster Junge), Marian Rehor (zweiter Junge), Martina Bauerova (junges Mädchen), Libor Novak (Vater), Jana Levicova (Mutter), Daniela Radosa (erste Frau) und Martina Podestova (zweite Frau).
Ein Dokumentarfilm von Philippe Leclaire und François Roussillon über die Entstehung der Oper wurde im November 2002 und Oktober 2003 vom französischen Fernsehsender France 3 ausgestrahlt.
Eine Neuproduktion des Regisseurs und Choreografen Doug Varone gab es 2006 in der Minnesota Opera. Der Dirigent war Antony Walker.

## Aufnahmen
- 18.–22. Mai 1999 – Laurent Petitgirard (Dirigent), Monte Carlo Philharmonic Orchestra, French Opera Chorus.
 Nathalie Stutzmann (Elephant Man), Nicolas Rivenq (Doctor Treves), Robert Bréault (Tom Norman), Marie Devellereau (Mary), Sophie Koch (Eva Lückes), Nicolas Courjal (Carr-Gomm), Celena Nelson-Shafer (Koloratursängerin), Damien Grelier (Jimmy), Christophe Crapez (erster Junge), Francis Dudziak (zweiter Junge), Liliana Faraon (junges Mädchen), Yves Blanchard (Vater), Françoise Faidherbe (Mutter), Agnès Poly (erste Frau), Mari Laurila (zweite Frau).
 Studio-Aufnahme aus der Opera Garnier de Monte-Carlo.
 Le Chant Du Monde LDC LDC2781139.40; Naxos 8.557608-9 (2 CDs).[9][4]
- 29. November 2002 – Laurent Petitgirard (Dirigent), Daniel Mesguich (Regie), Frédéric Pineau (Bühne und Kostüme), Patrick Méeüs (Licht), Philharmonie-Orchester und Chor der Oper Nizza.
 Jana Sýkorová (Elephant Man), Nicolas Rivenq (Doctor Treves), Robert Bréault (Tom Norman), Valérie Condoluci (Mary), Elsa Maurus (Eva Lückes), Nicolas Courjal (Carr-Gomm), Magali Léger (Koloratursängerin), Mari Laurila-Lili (Jimmy).
 Video; live aus der Oper Nizza.
 Marco Polo 2-220001 (DVD).[6]